# 射星
《射星》（韓語：별을 쏘다）是韓國SBS於2002年11月20日開始播放，一部充滿情感與娛樂圈故事的水木迷你連續劇。

## 故事背景
本劇是以影劇圈之經紀人为故事背景，一個是善良憨厚，做事认真、另一個是深沉，反应灵敏，两个个性完全不同的經紀人，从发掘明星到培养造就到成为大明星的故事。
本劇对于影劇圈的现实生态有着真实详细的着墨，而为了安排争取演出的机会，在經紀人、演員、導演及製片間的折射运作的尔虞我诈，表现出在明星华丽的生活的表面，深藏着小人物不为人知的无奈与悲哀，以及为了成功所付出的代价。
每一个人都为奔向成功之路而努力，但各人所走的路、与方式却大有不同；真正的成功不贵在名与利，而是在能否获得人心，唯有爱与真诚才能使人感动，「爱」可以将一个三流的人生，成就为一流的人生。

## 劇情大綱
劇情圍繞著韩素拉（全度妍饰），一位在娛樂業打拼的誠實且善良的女經紀人。是一个把结婚当作人生目标的女孩，在变化多端的演艺界里仍保持着善良憨厚，是个做事认真打造“明星”的经纪人。
她一直渴望能夠嫁給自己心愛的男人，但在一次情感的背叛後，發現男友金道勋（李瑞镇饰）對她不忠，於是選擇報復並放棄過去的感情。
韓素拉的生活轉折點來自於一位名叫具盛泰（赵寅成饰）的年輕男人，他是個具有潛力但患有閱讀障礙的無名小卒。韓素拉決定將他塑造成明星，並成為他的经纪人，在共同努力的過程中，具盛泰在韓素拉的幫助下不僅克服了自己身上的障礙，也逐漸成為了炙手可熱的明星。而在這段艱辛且充滿挑戰的旅程中，兩人之間也慢慢發展出深厚的感情，並最終形成一段異於常規的姊弟戀情。

## 演員陣容

### 主要人物
| 演員   | 角色   | 介紹 |
| 全度妍 | 韩素拉 | 29岁，重考生，对读书毫无兴趣，跟哥哥住在一起，喜欢道勋。是个天真可爱的人，就算出现了失误没有对策的情况下也用天主教乐观的想法应对，最坏的情况中也没有失去希望，后发现真爱具盛泰。 |
| 赵寅成 | 具盛泰 | 23岁，藝琳的影迷，饭店工读生。后为大红大紫的明星。尽可能少说话表现英俊的外貌和气氛，内心是坚定要分出胜负的风格。他内心是个孤岛，而且无法正常学习，但并没有产生的自卑感。平时不表露感情，但看电影的时候要投入到剧中人物一起哭笑的丰富的感性。                                         |
| 李瑞镇 | 金道勋 | 32岁，经纪人，欺騙娜娜的感情，並且騙走大海所有的積蓄。性格冷酷，对郑艺琳要求严格。心中除了自我谁也没有，不需要爱情，只要是为了成功亲近的人也可以背叛的冷酷的人物。和纯粹的大海和相反，总希望在最短时间内获得财富和权力，走上职业经纪人的道路。然而对他来说所有演员只是一种商品而已。 |
| 朴相勉 | 韩大海 | 34岁，娜娜哥哥，劇情一開始為藝琳的经纪人，照顾娜娜无微不至。有和名字一样深和寬廣的胸懷，具有人性美。坚信人的意志，認為藝琳背叛自己後也不會恨她。但是正是这种個性讓他对藝琳真心的迷恋，甚至可以讓她只利用自己，将所有的纯情献给她。                                                   |
| 洪銀姬 | 鄭藝琳 | 23岁，刚要走红的小明星，受到大海与道勋的照顾。为了成功愿意付出一切。表面上看来清纯的哀叹美人的典型，脆弱的外貌和有些地方的语言激起男性们的保护本能。但是纯真样子背后更多的是野心和算计。                                                                                             |
| 卞貞秀 | 李美蓮 | 娜娜的好朋友，现在江南有名的美容室工作，是个出色的发型设计师，但为了到那个位置上经历了很多曲折。20岁出头曾被爱情背叛，流泪的惨痛经历让她毫不犹豫地对自己多次忠告。对韩大海一见钟情，努力追求他，兩人最後在一起。                                                                     |

### 其他人物
- 朴哲 飾演 张导演
- 申成祿 飾演 出延
- 趙貞麟 飾演 雅晶
- 閔智赫 飾演 金炯珉
- 郑镇 飾演 吴旭铁
- 姜信祚 飾演 赵斗
- 康信 飾演 闵智宇
- 罗景旻 飾演 刘忠
- 高奎必 飾演 张吉五
- 宋龍台 飾演 尹佛罗
- 郑东圭 飾演 李蒙浩

## 外部連結
- 韓國SBS官方網站
- 八大電視官方網站（繁體中文）
- Daum上《射星》的資料

| SBS 水木迷你連續劇                   | SBS 水木迷你連續劇                              | SBS 水木迷你連續劇 |
| ------------------------------------ | ----------------------------------------------- | ------------------ |
|                                      | （2002年11月20日－2003年1月9日）                |                    |
| 情 （2002年8月28日－2002年11月13日） | All In 真愛賭注 （2003年1月15日－2003年4月3日） |                    |

| 臺灣 八大戲劇台 星期一至五 22:00 - 23:00 · 8月20日 22:30 - 23:00 | 臺灣 八大戲劇台 星期一至五 22:00 - 23:00 · 8月20日 22:30 - 23:00 | 臺灣 八大戲劇台 星期一至五 22:00 - 23:00 · 8月20日 22:30 - 23:00 |
| ---------------------------------------------------------------- | ---------------------------------------------------------------- | ---------------------------------------------------------------- |
|                                                                  | 射星 （2003年8月20日－2003年9月16日）                            |                                                                  |
| 背叛愛情 （2003年2月27日－2003年8月20日）                        | —                                                                |                                                                  |

| 臺灣 華視主頻 星期一至四 22:30 - 23:30  | 臺灣 華視主頻 星期一至四 22:30 - 23:30          | 臺灣 華視主頻 星期一至四 22:30 - 23:30 |
| --------------------------------------- | ----------------------------------------------- | -------------------------------------- |
|                                         | 射星 （2004年2月5日－2004年3月11日）            |                                        |
| 秋水長天 （2004年1月1日－2004年2月4日） | 愛情有什麼道理 （2004年3月15日－2004年6月10日） |                                        |